# Nato da... un amore in comune - La musica
Nato da... un amore in comune - La musica è un album di Gigi Finizio, scritto con la collaborazione di Nino D'Angelo, pubblicato nel 1991.

## Tracce
1. Una storia che non va' (N.D'Angelo,G.Finizio,N.D'Angelo)
2. 'Na bacchetta magica (N.D'Angelo,G.Finizio,N.D'Angelo)
3. Miez o' mare (N.D'Angelo)
4. Dieci anni fa' (N.D'Angelo,G.Finizio)
5. 'Na rosa blu (N.D'Angelo,G.Finizio)
6. Voglia di morire (N.D'Angelo,P.A Bruni,G.Finizio)
7. Che friddo (N.D'Angelo,P.Russiello,G.Finizio)
8. Te perdo (N.D'Angelo,G.Finizio)
9. Donna di città (N.D'Angelo,G.Finizio)
10. Quanno l'ammore nun ce sta' (N.D'Angelo)